# جوزف گرین
جوزف گرین (۱۷۲۷–۱۷۸۶) متفکر و تاجر انگلیسی و از بهترین دوستان امانوئل کانت بود.

## زندگی شخصی
گرین در کینگستون بر هال متولد شد. او در کونیگزبرگ آلمان مستقر شد و به تجارت دانه‌های مغذی، زغال‌سنگ، شاه ماهی می‌پرداخت. او هرگز ازدواج نکرد.

## گرین و کانت
در حدود سال ۱۷۶۴ گرین با کانت آشنا شد و عضو نزدیک حلقه دوستان او به‌شمار می‌رفت. کانت اغلب به خانه گرین در خارج از کونیگزبرگ سر می‌زد. گرین و کانت در گفتگوهای خود ارزش زیادی برای ایده‌های دیوید هیوم و ژان ژاک روسو قائل بوند. علاوه بر این، با توجه به این که کانت هیچ وقت سفر نکرد، جوزف گرین چشم‌اندازی از جهان بیرون برای او فراهم می‌آورد.
کانت به‌طور مرتب با گرین ملاقات می‌کرد و کارهای خود را با او در میان می‌گذاشت. به همین دلیل گرین تا حدودی در کمک به کانت در تألیف نقد عقل محض نقش داشت. همچنین کانت امور مالی زندگی خود را به گرین واگذار کرده‌بود.
مرگ گرین در سال ۱۷۸۶، کانت را به شدت تحت تأثیر قرار داد.